# Coven (Rock-Band)
Coven ist eine US-amerikanische Psychedelic-Rock-Band, die durch ein satanisches Image Aufsehen erregte. Die Band hatte mit dem Titellied zum Film Billy Jack ein One-Hit-Wonder.

## Biografie
Die Band wurde um 1967 in Chicago von der Sängerin Esther „Jinx“ Dawson, dem Bassisten Oz Osborne (nicht identisch mit dem britischen Sänger John Michael „Ozzy“ Osbourne) und Schlagzeuger Steve Ross gegründet. Die aus Indiana stammende Dawson war studierte Opernsängerin. Erstmals öffentlich in Erscheinung trat Coven in den Jahren 1967 und 1968 als Vorgruppe von Vanilla Fudge und den Yardbirds. Unterstützt wurden sie dabei von Gitarrist Chris Nielsen und Keyboarder John Hobbs. Musikproduzent Bill Traut wurde auf die Band aufmerksam und brachte sie mit dem Gitarristen Jim Donlinger zusammen. Die Band erhielt einen Plattenvertrag bei Mercury Records und veröffentlichte 1969 ihr Debütalbum Witchcraft: Destroys Minds & Reaps Souls. 1970 verließ Donlinger die Band, um mit Michael Tegza Lovecraft neu zu formieren. Der mit dem Album und den Bühnenshows zur Schau getragene Satanismus führte zu einem Boykott durch Händler und Medien. Als die Band im März 1970 durch einen Zeitungsartikel mit Charles Manson in Verbindung gebracht wurde, nahm die Vertriebsfirma Mercury Records das Album aus dem Verkehr.
Die Band löste sich daher Ende 1970 auf. Sängerin Dawson formierte sie kurz darauf wieder neu, um für Tom Laughlins Film Billy Jack die Single One Tin Soldier (The Legend of Billy Jack) aufzunehmen. Das Lied war von 1971 bis 1973 in den Billboard Hot 100 vertreten und erreichte dort Platz 26.
Wegen des Erfolges der Single nahm Sunshine Snake Records (ein Sublabel von MGM Records) Coven für ein Album unter Vertrag. 1972 erschien damit das zweite Studioalbum Coven. Im Jahr 1974 folgte das dritte Studioalbum Blood on the Snow bei Buddah Records. Zum Titellied wurde in den Disney Studios ein Musikvideo gedreht, aber das Lied schaffte den Einstieg in die Billboard Charts nicht. Die Band löste sich Mitte der 1970er Jahre auf. Sängerin Jinx Dawson begann eine Karriere als Schauspielerin und Model. Ein 1990 unternommener Comeback-Versuch der Band scheiterte. 2007 wurde eine Compilation Metal Goth Queen: Out of the Vault veröffentlicht. Sie besteht aus unveröffentlichten Aufnahmen von Coven. Zu hören sind namhafte Gastmusiker wie Michael Monarch (ex-Steppenwolf), Glen Cornick (ex-Jethro Tull) und Tommy Bolin (ex-Deep Purple).
Seit 2007 ist die Band mit Jinx Dawson wieder aktiv und veröffentlichte 2013 das Album Jinx mit neuen Stücken im Selbstverlag. Nach 2017 absolvierte Coven Festivalauftritte u. a. beim Muskelrock Festival (2017), beim Hammer of Doom (2018), beim Brutal Assault (2019) und beim Resurrection Fest (2022).

## Image und Rezeption
Das Debütalbum Witchcraft enthielt am Ende die 13 Minuten lange Aufnahme einer vom Produzenten Bill Trout geschriebenen Schwarzen Messe unter dem Titel The Satanic Mass. Diese wurde ebenso wie Anton Szandor LaVeys Titelstück seiner gleichnamigen LP 1968 aufgenommen, LaVey bezeichnete seine Version aber ausdrücklich als „Satanische Messe“ in Abgrenzung zur Schwarzen Messe, die nach seiner Ansicht lediglich eine „Inversion des christlichen Ritus“ sei. Coven-Bassist Osborne vermutete, dass die Aufnahme noch vor der von Coven erfolgte, zweifelt aber an, dass LaVey tatsächlich eine Messe durchgeführt habe. Das erste Lied hieß Black Sabbath. Das Album war mit einem Klappcover versehen, dessen Vorderseite „die besessenen Gesichter der drei Bandmitglieder“ zeigte. Auf der Innenseite war das Foto einer Schwarzen Messe abgedruckt. Eine nackte Frau (wahrscheinlich Jinx Dawson) bildete den lebenden Altar im Zentrum des Bildes. Michael Moynihan beschreibt in seinem Buch Lords of Chaos die Musik als typischen End-Sechziger-Rock, der stilistisch mit Jefferson Airplane vergleichbar sei. Andere Quellen bezeichnen die Musik als „pure Devil rock“. Die neun Stücke des Debütalbums und die Schwarze Messe am Ende seien „eine Einführung in die moderne Hexerei“. Das 1970 erschienene Debütalbum Black Sabbath der englischen Band Black Sabbath nannte das Musikmagazin Rolling Stone „Englands Antwort auf Coven“.
Auch bei ihren Live-Auftritten zeigte Coven eine Schwarze Messe. Einer der Roadies war während der Show im hinteren Bühnenbereich an ein Kreuz gefesselt. Die Bühne war rot ausgeleuchtet und stand voller Kerzen. Jeder Auftritt endete mit einer Coverversion von Procol Harums Walpurgis, die in ein Ave Maria überging. Sängerin Dawson schloss den Auftritt mit einem Zitat von Aleister Crowley und dem Ausruf „Hail Satan!“. An dieser Stelle riss sich der Roadie vom Kreuz los und drehte es zum Petruskreuz um. Damit galt Coven als eine der ersten Bands der Rockgeschichte, die ein satanisches Image offen zur Schau trug. Ebenso zeigten sie auf Witchcraft als eine der ersten Rock-Bands die Mano cornuta als satanisches Symbol. Die satanischen Elemente in der Musik verloren sich mit der Zeit.
Später wurde die Band von verschiedenen Musikern als Inspiration angegeben, so von King Diamond, der Teile des Textes der Schwarzen Messe ohne Angaben für das Lied The Oath auf dem zweiten Album Don’t Break the Oath seiner Band Mercyful Fate verwandte, und von Selim Lemouchi (The Devil’s Blood). In den 2000ern stilisierte die Internetgemeinde Sängerin Jinx Dawson zum Prototyp einer „Gothic-Queen“. Auf dieses Image nahm der Titel des 2007 erschienenen Samplers Bezug.

## Diskografie
Alben
- 1969: Witchcraft: Destroys Minds & Reaps Souls (Mercury)
- 1972: Coven (MGM)
- 1974: Blood on the Snow (Buddah)
- 2007: Metal Goth Queen: Out of the Vault (Nevoc Musick)
- 2008: 40 Years of Hell (Nevoc Musick)
- 2013: Jinx (Nevoc Musick)

Singles (Auswahl)
- 1971: One Tin Soldier (Warner Bros.)
- 2016: Light the Fire (Nevoc Musick)